# Асланова, Сона Шахназар кызы
Сона́ Шахназа́р кызы Асла́нова (азерб. Sona Şahnəzər qızı Aslanova; 4 октября 1924, Баку — 9 марта 2011, Лос-Анджелес, Калифорния) — азербайджанская и советская певица, известная исполнением классического оперного и народного вокального репертуара. Заслуженная артистка Азербайджана.

## Биография
Окончила Азербайджанскую Государственную Консерваторию им. Гаджибекова, обучалась у Софии Лысенко-Гольской. Позже стала профессором этой консерватории и преподавала оперное пение.
Принимала участие во многих радиотрансляциях и фильмах. Некоторыми из её известных ролей являются Нигяр из «Кёроглы», Асья из «Аршин Мал-Алан» и Асли из «Асли и Керем», все три — произведения Узеира Гаджибекова, который лично помогал певице советом в начале её карьеры и называл ее «голосом, чарующим сердца».
Активно гастролировала по республикам СССР и странам «ближнего зарубежья». Работала с такими выдающимися фигурами азербайджанской культуры как певцы Бюль-Бюль и Рашид Бейбутов.
С 1994 года проживала в США.

## Награды
- Заслуженная артисткa Азербайджанской ССР (1956),
- Орден «Знак Почёта» (09.06.1959)

## Фильмография
1. «Doğma Xalqıma» (Koroglu) (1954)
2. «Встреча» («Görüş»; Бакинская студия художественных фильмов) — Фирангиз (дублировала Александра Харитонова) 1955
3. «Bizim Küçə» (1961)
4. «Telefonçu Qız» (1962)
5. «Əmək və Qızılgül» (1962) (Я буду танцевать)
6. «Əhməd haradadır» (1963)
7. «Arşın Mal Alan» (1965) (Аршин Мал-Алан)
8. «Bizim Cəbiş Müəllim» (1969) (Я помню тебя, учитель)
9. «O Qızı Tapın» (1970)
10. «Gün Keçdi» (1971)
11. «Bizim Cəbiş Müəllim» (1969)
12. «Ömrün Səhifələri» (1974)
13. «Bir az da Bahar Bayramı» (1979)
14. «İstintaq» (1979)
15. «Anlamaq İstəyirəm» (1980)
16. «Üzeyir Ömrü» (1981)
17. «Qəmbər Hüseynli» (2007)